# Українська народна партія «Собор»
Українська народна партія «Собор» — українська політична партія що існувала у 1999—2002 роках.

## Історія
Українська народна партія «Собор» (УНП «С») була створена 25 листопада 1999 (зареєстрована 9 березня 2000) на основі створеного в травні 1999 колишніми членами Народно-демократичної партії Анатолієм Матвієнком і Костянтином Ситником Всеукраїнського об'єднання «Відкрита політика» й інших організацій націонал-демократичного напряму. В парламентських виборах 31 березня 2002 брала участь у складі Блоку Юлії Тимошенко.
21 квітня 2002 одночасно пройшли другий етап ХІІ З'їзду Української Республіканської Партії і другий етап ІІІ З'їзду УНП «С», на яких було ухвалено рішення про злиття в одну партію під назвою Українська республіканська партія «Собор».